# The Majestic (film)
Pour les articles homonymes, voir Majestic.
Pour plus de détails, voir Fiche technique et Distribution.
The Majestic ou Le Majestic au Québec est un film américain réalisé par Frank Darabont et sorti en 2001.

## Synopsis
En 1951, le scénariste Peter Appleton a rejoint les « grands noms » de Hollywood. Son script, Les Pirates des sables du Sahara, vient d'être porté à l'écran et il se réjouit du résultat. Cependant, Peter est accusé d'être communiste, en cette période du maccarthysme. N'ayant rien à se reprocher, il ne comprend pas les accusations portées contre lui. Pour se changer les idées, Peter part faire un tour en voiture et s'arrête dans un petit bar pour y noyer sa peine. Il veut ensuite reprendre la route mais est victime d'un accident : sur un pont de bois, en tentant d'éviter un opossum, son véhicule plonge dans une rivière au fort courant. En tentant de surnager, il se cogne violemment la tête. Il échoue sur la plage d'une petite bourgade de bord de mer nommée Lawson. Un vieil homme l'accueille et lui fait voir le docteur pour recevoir les premiers soins.
Alors que Peter a perdu la mémoire, un homme nommé Harry Trimble le voit et croit reconnaître son fils Luke, parti à la guerre quelques années plus tôt et disparu il y a de cela plus de 9 ans. Les habitants de la petite ville finissent par l'accepter en tant que Luke Trimble. Il devient même un symbole d'espoir. Peter est hésitant à assumer cette nouvelle vie mais se laisse lentement convaincre. Avec l'aide de son « père » et sa « promise » Adele , il entreprend, avec son père et les anciens employés, la restauration du cinéma familial « le Majestic », tombé en décrépitude en ces temps difficiles d'après-guerre.
Pendant ce temps, à Washington, D.C., un membre du Comité du Congrès, Elvin Clyde est convaincu que la disparition d'Appleton est la preuve qu'il est un élément important du Parti communiste. À Hollywood, personne n'est au courant de l'accident d'Appleton. Clyde envoie deux agents fédéraux pour le retrouver.
À Lawson, tout le monde n'est convaincu du retour de « Luke ». Bob Leffert, un soldat qui a perdu une main au combat et qui ne pouvait supporter le véritable Luke, est non seulement convaincu d'une supercherie mais redoute que le faux Luke déçoive les habitants de la petite ville. Quelques jours plus tard, les habitants organisent une fête en l'honneur du retour de « Luke » et lui demandent de jouer du piano, ce qu'il faisait, plus jeune. Au lieu d'interpréter un air classique qui lui avait été enseigné, il se met à jouer un boogie-woogie endiablé, au grand désespoir de la professeure de musique. Après la fête, alors qu'il rentre chez lui, « Luke » croise Bob. Ce dernier confronte « Luke » et lui fait part de ses soupçons. Il va même jusqu'à asséner à « Luke » un coup de poing lorsque ce dernier fait un commentaire sur le fait que la guerre a changé Bob.
Plus tard, « Luke » lance l'initiative de restaurer le vieux cinéma Majestic avec la participation de tous les habitants.
Dans la même lancée, « Luke » convainc les habitants d'installer le monument aux morts que le président Franklin D. Roosevelt avait remis à la petite ville pour les lourdes pertes en vies humaines subies par la petite ville, pendant la Seconde Guerre Mondiale.
Le vieux cinéma reprend vie et la programmation quotidienne redémarre. Tous les succès de l'époque y défilent. Un soir, pendant le visionnement d'un film intitulé Les Pirates du Sahara, Peter retrouve la mémoire. Au même moment, Harry est terrassé par une crise cardiaque. À son chevet, Peter ne lui révèle pas qu'il n'est pas son fils. Peter pleure tout de même la mort de Harry. Immédiatement après les funérailles, Peter confie à Adele qu'il n'est pas Luke. La jeune femme lui dit alors qu'elle s'en doutait. Pour ajouter au malheur, tous les habitants découvrent le pot aux roses lorsque les agents fédéraux débarquent à Lawson et confrontent Peter en pleine rue. Ils le somment à comparaître devant le Commission des activités antiaméricaines de la Chambre des représentants.
Ce soir-là, au Majestic, l'avocat de Peter lui conseille de « se confesser » et de dénoncer ses anciens contacts avec le Parti communiste au moyen d'une liste préparée d'avance, mais Peter n'en reconnaît aucun des noms. L'avocat fait valoir à Peter que le geste est sans conséquence grave puisqu'il s'agit d'un simple bout de papier, comme la Constitution des États-Unis, un simple contrat, que l'on peut modifier, plus tard.
Initialement, Peter accepte avec hésitation mais une confrontation avec Adèle et un profond respect pour le véritable Luke inspirent Peter de plutôt confronter le Comité. À l'audience, Peter fait un discours passionné au sujet des idéaux fondateurs de l'Amérique ce qui a pour effet de le rendre sympathique auprès de la foule présente. Craignant une réaction politique  négative, les avocats libèrent Peter qui retourne à Lawson, soucieux d'être mal reçu mais animé par le désir de tout de même revoir Adele. À sa grande surprise, Peter est reçu en héros par tous les habitants qui ont pris Peter en respect, surtout en regard de sa position devant le Comité.
Dans l'épilogue, Peter s'installe à Lawson, se marie avec Adèle et un fils naît de cette union.

## Fiche technique
- Titre original et français : The Majestic
- Titre québécois : Le Majestic
- Réalisation : Frank Darabont
- Scénario : Michael Sloane (en)
- Musique : Mark Isham
- Photographie : David Tattersall
- Montage : Jim Page
- Décors : Gregory Melton et Natalie Pope
- Costumes : Karyn Wagner
- Production : Jim Behnke, Claudia Cummings, Frank Darabont, Linda Fields, Anna Garduno et Michael Sloane (en)
- Sociétés de production : Castle Rock Entertainment, Village Roadshow Pictures, NPV Entertainment et Darkwoods Productions
- Distribution : Warner Bros.
- Pays de production :  États-Unis
- Langue originale : anglais
- Budget : 72 000 000 $[1]
- Format : Couleurs - DTS / Dolby Digital / SDDS
- Genre : drame et romance
- Durée : 152 minutes
- Dates de sortie[2] :
  - États-Unis, Canada : 21 décembre 2001
  - France : 8 mai 2002
  - Belgique : 29 mai 2002

## Distribution
Source et légende : VF sur AlloDoublage / VQ Doublage Québec
- Jim Carrey (VF : Emmanuel Curtil) (VQ : Daniel Picard) : Peter Appleton / Luke Trimble
- Laurie Holden (VF : Danièle Douet) (VQ : Christine Séguin) : Adele Stanton
- Martin Landau (VF : Michel Ruhl) (VQ : Vincent Davy) : Harry Trimble
- Bob Balaban (VF : Olivier Garnier) (VQ : Antoine Durand) : Elvin Clyde
- Jeffrey DeMunn (VF : Jean-Luc Kayser) : Ernie Cole
- Brian Howe (VF : Jacques Bouanich) : Carl Leffert
- Brent Briscoe (VQ : François L'Écuyer) : le shérif Cecil Coleman
- Catherine Dent (VF : Élisabeth Wiener) : Mabel
- Ron Rifkin (VF : Jean-François Laley) (VQ : Benoît Marleau) : Kevin Bannerman
- Gerry Black : Emmett Smith
- Hal Holbrook : le membre du Congrès Doyle
- David Ogden Stiers (VQ : Raymond Bouchard) : Doc Stanton
- James Whitmore : Stan Keller
- Bruce Campbell (VQ : Hubert Gagnon) : Brett Armstrong, l'acteur incarnant Roland l'explorateur intrépide
- Amanda Detmer : Sandra Sinclair
- Cliff Curtis (VF : Guillaume Orsat) (VQ : Manuel Tadros) : Ramón Jamón, l'acteur incarnant le prince Khalid
- Garry Marshall : un dirigeant du studio (voix)
- Paul Mazursky : un dirigeant du studio (voix)
- Sydney Pollack : un dirigeant du studio (voix)
- Carl Reiner : un dirigeant du studio (voix)
- Rob Reiner : un dirigeant du studio (voix)
- Matt Damon (VF : Damien Boisseau) : Luke Trimble (voix)

## Production

### Attribution des rôles
Frank Darabont confie le rôle d'Adele Stanton à Laurie Holden, après l'avoir remarquée sur scène dans la pièce de Tennessee Williams La Chatte sur un toit brûlant[réf. nécessaire]. Il fera de nouveau tourner l'actrice au cinéma dans son film The Mist en 2007, puis dans la série The Walking Dead où elle tient le rôle d'Andrea.
Jim Carrey et Laurie Holden sont de nouveau réunis au cinéma en 2014 dans la comédie Dumb and Dumber De (2014). Jeffrey DeMunn, qui joue le rôle du maire Ernie Cole était déjà dans les deux précédents films de Darabont Les Évadés (1994) et La Ligne verte (1999). Il jouera également dans The Mist (2007) et dans la série The Walking Dead, où il tient le rôle de Dale.

### Tournage
Le tournage a lieu en Californie : Fort Bragg, Ferndale, le phare de Point Cabrillo à Cap Mendocino, aux Universal Studios, Santa Monica (jetée), West Hollywood, le Disney's Golden Oak Ranch, Warner Bros. Studios à Burbank et les Sony Pictures Studios, Santa Clarita, Trinidad, Los Angeles (Grauman's Chinese Theatre, Griffith Park, Union Station).